# Fernando Rohn Bautista
Fernando Rohn Bautista (8 de octubre de 1947 en Quito, Ecuador) es abogado, músico, promotor cultural y escritor ecuatoriano, vinculado al fomento del arte, la ciencia y la cultura en la población, como camino para un auténtico desarrollo social. Ha publicado varias obras, entre ellas el libro "Quito Integral y recuerdos de un quiteño amigo", la obra más compendiada sobre una visión completa de la capital ecuatoriana.

## Reseña biográfica
Fernando Rohn es Licenciado en Ciencias Públicas y Doctor en Jurisprudencia, títulos emitidos por la Universidad Central del Ecuador. Adicionalmente cursó sus estudios de posgrado en Ciencias Internacionales. Además de su formación profesional, misma que ejerció durante varios años, se ha destacado en varios campos de la cultura, incluyendo la música y escritura, es un lector asiduo de obras literarias, históricas, de arte, de ciencia y enciclopédicas, pues el conocimiento o la cultura intelectual es esencial para el desarrollo del hombre y de los pueblos. Desde muy niño tocaba algunos instrumentos, como: marimba, armónica, tambor, y ya joven, aprendió a tocar la guitarra, el requinto, el piano, el   órgano y es así que, ha grabado algunos discos. En el campo musical interpreta melodías de gran parte de naciones del mundo; sin embargo, su inclinación es por la música ecuatoriana, ha sido creador de pasillos y tonadas propias.
El escritor es epónimo y fundador del Grupo Cultural y de Integración "Dr. Fernando Rohn Bautista"-FRB-, reconocido por el Ministerio de Cultura, cuya filosofía grupal tiende al fomento del arte, la ciencia y la cultura en la población, como camino para un auténtico desarrollo social. A través del grupo FRB, que posee un simpático núcleo musical, ha realizado un sinnúmero de presentaciones públicas en la CCE, Municipio de Quito, Universidad Central, centros culturales, etc. A más de la organización de conferencias y charlas sobre varios temas.
Como escritor, publicó algunas obras del área jurídica en compañías mercantiles y en del campo literario.

## Publicaciones
- Historia Mundial de las Compañías Mercantiles
- Manual teórico - práctico de derecho societario[7]
- Mater Admirabilis
- Quito integral y recuerdos de un quiteño amigo.[8]

## Distinciones
- Miembro del Ateneo Ecuatoriano.
- Miembro de la Casa de la Cultura Ecuatoriana.
- Colaborador con grupos culturales y artísticos: Sociedad Bolivariana, el Círculo de Prensa, el Tango Club, etc.